# HD 154857
Désignations
HD 154857 est une étoile avec deux compagnons exoplanétaires dans la constellation de l'Autel. Elle est trop faible pour être visible à l'œil nu, avec une magnitude apparente de 7,25. L'étoile est située à une distance de 207,3 années-lumière de la Terre d'après les mesures de la parallaxe, et s'éloigne encore plus avec une vitesse radiale de +28 km/s.

## Caractéristiques
Il s'agit d'une naine jaune avec un type spectral G5IV-V. La magnitude absolue est de deux magnitudes au-dessus de la séquence principale, ce qui suggère que l'étoile évolue vers le stade de sous-géante. Il s'agit d'une étoile à disque mince pauvre en métal, âgée d'environ 6 milliards d'années et qui est chromosphériquement calme bien qu'elle ne soit pas dans un état minimum de Maunder. L'étoile est plus grande, plus massive et plus lumineuse que le Soleil. Elle tourne avec une vitesse de rotation de 1,4 km/s.

## Système planétaire
La découverte d'une exoplanète jovienne confirmée et non confirmée a été rapportée respectivement en 2004 et 2007. L'ancienne planète, HD 154857 b, a une masse > 1,8 fois celle de Jupiter. Elle orbite autour de l'étoile 20 % plus loin que la distance Terre - Soleil, ce qui prend 409 jours avec une Excentricité orbitale de 47 %/ L'objet supplémentaire, HD 154857 c, a été confirmé comme compagnon planétaire en janvier 2014.
| Planète | Masse            | Demi-grand axe (ua) | Période orbitale (jours) | Excentricité | Inclinaison | Rayon |
| ------- | ---------------- | ------------------- | ------------------------ | ------------ | ----------- | ----- |
| b       | ≥ 2,24 ± 0,05 MJ | 1,291 ± 0,008       | 408,6 ± 0,5              | 0,06 ± 0,05  |             |       |
| c       | ≥ 2,58 ± 0,16 MJ | 5,36 ± 0,09         | 3 452 ± 105              | 0,06 ± 0,05  |             |       |